# 马科波·莫迪亚吉

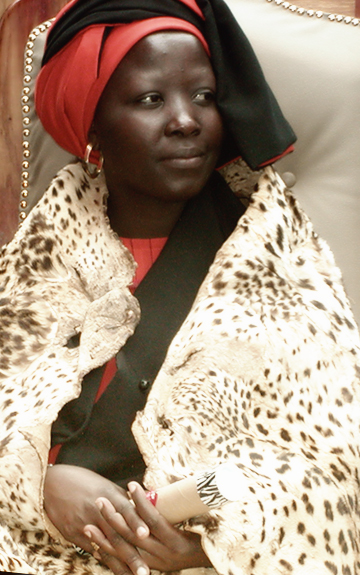

马科波·莫迪亚吉（Makobo Modjadji，1978年—2005年6月12日）是南非波罗波多部落的女王，是部落的“祈雨女王”。又称为祈雨女王六世。
马科波2003年登基，接替祖母“莫吉女王五世”。